# عصمت‌لی
عصمت‌لی (به ترکی آذربایجانی: İsmətli، معروف به کنستانتینوکا Konstantinovka تا سال ۱۹۹۲) یک منطقه مسکونی در جمهوری آذربایجان است که در شهرستان بیله‌سوار (جمهوری آذربایجان) واقع شده است. عصمت‌لی ۳۶۲۲ نفر جمعیت دارد.